# 沈壮海
沈壮海（1971年11月—），中华人民共和国教育部长江学者特聘教授，武汉大学党委常务副书记、马克思主义学院教授、博士生导师，主要从事马克思主义中国化、文化建设和思想政治教育研究。